# 511 Davida
Az 511 Davida egy a Naprendszer kisbolygói közül, amit Raymond Smith Dugan fedezett fel 1903. május 30-án.
Nevét David Peck Todd-ról, az Amherst College professzoráról kapta.